# Гагра (притока Ганга)
Гагра (енгл. Ghagra) је река која извире у Кини (Тибет) и протиче кроз Непал и Индију. Дуга је 1080 km. Улива се у Ганг.